# Škoda 350
Der Laurin & Klement 350, auch als Laurin&Klement-Škoda 350 oder Škoda 350 angeboten, war der Nachfolger des Typs 445/450, des ersten Automobils dieses Herstellers mit Schiebermotor nach dem System Knight. Der PKW kam 1925 mit individuell nach Kundenwunsch entworfenen 4–6-sitzigen Karosserien in Holz-/Stahlgemischtbauweise heraus.
Der wassergekühlte, schiebergesteuerte Sechszylinder-Viertakt-Motor hatte einen Hubraum von 3498 cm³ und eine Leistung von 50 PS (37 kW). Er beschleunigte das 1950 kg schwere Fahrzeug bis auf 100 km/h. Über das an den Motorblock angeflanschte Getriebe und eine Kardanwelle wurde die Antriebskraft an die Hinterräder weitergeleitet. Der Rahmen des Wagens bestand aus genieteten Stahl-U-Profilen.

## Quelle
- Fahrzeughistorie von Skoda.de
- Legenden von Skoda.de